# Primera Liga de Croacia 2025-26
La temporada 2025-26 es la trigésima quinta edición de la Primera Liga de Croacia, desde su establecimiento en 1992. El torneo comenzó el 1 de agosto de 2025 y finalizará en mayo de 2026.
El HNK Rijeka es el campeón defensor

## Formato
Los diez equipos participantes jugarán entre sí todos contra todos cuatro veces totalizando 36 partidos cada uno, al término de la fecha 36 el primer clasificado obtendrá un cupo para la primera ronda de la Liga de Campeones 2026-27, mientras que el segundo y tercer clasificado obtendrán un cupo para la primera ronda de la Liga Conferencia 2026-27; por otro lado el último clasificado descenderá a la Segunda Liga de Croacia 2026-27.
Un tercer cupo para la Primera ronda de la Liga Europa 2026-27 es asignado al campeón de la Copa de Croacia.

## Ascensos y descensos
| Pos. | Descendido de la Primera Liga de Croacia 2024-25 |
| ---- | ------------------------------------------------ |
| 10.º | HNK Šibenik                                      |

| Pos. | Ascendidos de la Segunda Liga de Croacia 2024-25 |
| ---- | ------------------------------------------------ |
| 1.º  | HNK Vukovar 1991                                 |

## Equipos participantes
| Club             | Ciudad        | Estadio                          | Capacidad |
| ---------------- | ------------- | -------------------------------- | --------- |
| Dinamo Zagreb    | Zagreb        | Stadion Maksimir                 | 24,851    |
| HNK Gorica       | Velika Gorica | Stadion Radnik                   | 4,536     |
| HNK Hajduk Split | Split         | Stadion Poljud                   | 33,987    |
| NK Istra 1961    | Pula          | Stadion Aldo Drosina             | 9,921     |
| NK Lokomotiva    | Zagreb        | Stadion Kranjčevićeva1           | 3,690     |
| NK Osijek        | Osijek        | Opus Arena                       | 13,356    |
| HNK Rijeka       | Rijeka        | Stadion Rujevica                 | 8,191     |
| NK Slaven Belupo | Koprivnica    | Stadion Ivan Kušek-Apaš          | 3,054     |
| NK Varaždin      | Varaždin      | Stadion Varteks                  | 8,818     |
| HNK Vukovar 1991 | Vukovar       | Gradski stadion u Borovu Naselju | 6.000     |

## Clasificación
| Pos. | Equipo            | Pts. | PJ | G | E | P | GF | GC | Dif. | Clasificación 2026-27                                                  |
| ---- | ----------------- | ---- | -- | - | - | - | -- | -- | ---- | ---------------------------------------------------------------------- |
| 1    | Dinamo Zagreb     | 9    | 3  | 3 | 0 | 0 | 7  | 0  | +7   | Primera fase clasificatoria de la Liga de Campeones de la UEFA 2026-27 |
| 2    | Hajduk Split      | 9    | 3  | 3 | 0 | 0 | 7  | 1  | +6   | Segunda fase clasificatoria de la Liga Conferencia de la UEFA 2026-27  |
| 3    | HNK Gorica        | 4    | 3  | 1 | 1 | 1 | 4  | 4  | 0    | Segunda fase clasificatoria de la Liga Conferencia de la UEFA 2026-27  |
| 4    | HNK Rijeka        | 4    | 3  | 1 | 1 | 1 | 2  | 2  | 0    |                                                                        |
| 5    | Lokomotiva Zagreb | 4    | 3  | 1 | 1 | 1 | 4  | 5  | −1   |                                                                        |
| 6    | Slaven Belupo     | 3    | 3  | 1 | 0 | 2 | 3  | 6  | −3   |                                                                        |
| 7    | Istra 1961        | 2    | 3  | 0 | 2 | 1 | 4  | 5  | −1   |                                                                        |
| 8    | NK Varaždin       | 2    | 3  | 0 | 2 | 1 | 2  | 4  | −2   |                                                                        |
| 9    | NK Osijek         | 2    | 3  | 0 | 2 | 1 | 0  | 2  | −2   |                                                                        |
| 10   | HNK Vukovar 1991  | 1    | 3  | 0 | 1 | 2 | 1  | 5  | −4   | Descendido a la Segunda Liga de Croacia 2026-27                        |

Actualizado a los partidos jugados el 17 de agosto de 2025.
 Fuente: PrvaHNL.hr
Criterios de clasificación: 1) Puntos; 2) Puntos directos; 3) Diferencia de gol directa; 4) Goles anotados directos (en casa si ambos equipos están empatados); 5) Diferencia de gol; 6) Goles marcados; 7) Play-off
(Nota: Los criterios 2-4 y 7 solo se utilizan para decidir al campeón, los equipos clasificados a competición internacional o equipos en el descenso y en ese caso el criterio 6 no se utilizará).

## Resultados
| Local \ Visitante | DIN | GOR | HAJ | IST | LOK | OSI | RIJ | SLA | VAR | VUK |
| ----------------- | --- | --- | --- | --- | --- | --- | --- | --- | --- | --- |
| Dinamo Zagreb     | —   |     | a   |     |     |     |     |     |     | 3–0 |
| HNK Gorica        |     | —   |     |     |     |     |     |     |     |     |
| Hajduk Split      | a   | 2–0 | —   | 2–1 |     |     | a   | 3–0 |     |     |
| Istra 1961        |     |     |     | —   | 2–2 |     | a   |     |     |     |
| Lokomotiva Zagreb |     | 1–3 |     |     | —   |     |     |     |     | 1–0 |
| NK Osijek         | 0–2 |     |     |     |     | —   | 0–0 |     |     |     |
| HNK Rijeka        | 0–2 |     | a   | a   |     |     | —   | 2–0 |     |     |
| Slaven Belupo     |     |     |     |     |     |     |     | —   | 3–1 |     |
| NK Varaždin       |     | 1–1 |     |     |     | 0–0 |     |     | —   |     |
| HNK Vukovar 1991  |     |     |     | 1–1 |     |     |     |     |     | —   |

| Local \ Visitante | DIN | GOR | HAJ | IST | LOK | OSI | RIJ | SLA | VAR | VUK |
| ----------------- | --- | --- | --- | --- | --- | --- | --- | --- | --- | --- |
| Dinamo Zagreb     | —   |     | a   |     |     |     |     |     |     |     |
| HNK Gorica        |     | —   |     |     |     |     |     |     |     |     |
| Hajduk Split      | a   |     | —   |     |     |     | a   |     |     |     |
| Istra 1961        |     |     |     | —   |     |     | a   |     |     |     |
| Lokomotiva Zagreb |     |     |     |     | —   |     |     |     |     |     |
| NK Osijek         |     |     |     |     |     | —   |     |     |     |     |
| HNK Rijeka        |     |     | a   | a   |     |     | —   |     |     |     |
| Slaven Belupo     |     |     |     |     |     |     |     | —   |     |     |
| NK Varaždin       |     |     |     |     |     |     |     |     | —   |     |
| HNK Vukovar 1991  |     |     |     |     |     |     |     |     |     | —   |